# Niaqornat

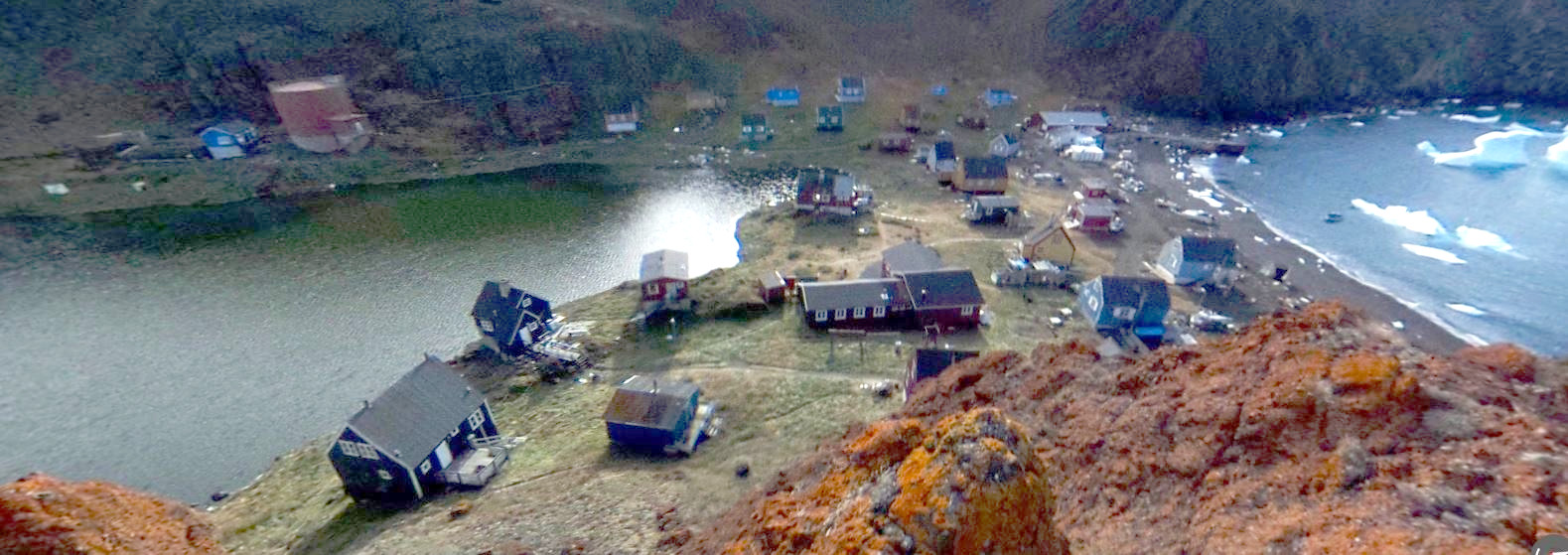
Niaqornat

Niaqornat is een nederzetting in de gemeente Avannaata, West-Groenland. De nederzetting ligt aan de noordkust van het schiereiland Nuussuaq, met een weids uitzicht op de Uummannaq-fjord. Op 1 januari 2022 telde het dorp 40 inwoners. Niaqornat werd in 1823 gesticht.
Air Greenland bedient de nederzetting met helikoptervluchten van Niaqornat Heliport naar Uummannaq Heliport.
De bevolking is sinds 1990 met bijna een derde afgenomen en vanaf 2000 met bijna een kwart.
Gemeenten: Avannaata · Kujalleq · Qeqertalik · Qeqqata · Sermersooq 

Nationaal park Noordoost-Groenland

Buiten overheidsgebied: Thule Air Base